# Keys of the Kingdom
| Оценки критиков | Оценки критиков |
| Источник        | Оценка          |
| --------------- | --------------- |
| AllMusic        | [ 1 ]           |
| Chicago Tribune | [ 2 ]           |

Keys of the Kingdom — четырнадцатый студийный альбом рок-группы Moody Blues, выпущенный в 1991 году.
Хотя некоторые треки напоминают песни из альбома Sur la Mer, неспособность Keys of the Kingdom выпустить какие-либо крупные хиты ознаменовала начало спада популярности группы среди основной аудитории после их успеха на MTV. В альбоме группа начала возвращаться к более арт-рок ориентированному звучанию (похожему на The Present).
Клавишник Патрик Мораз был уволен из группы после того, как записал всего несколько треков для этого альбома, и он указан как «дополнительный» клавишник.

## Список композиций

### Сторона А
1. "Say It with Love" (Джастин Хейворд) – 3:57
2. "Bless the Wings (That Bring You Back)" (Хейворд) – 5:10
3. "Is This Heaven?" (Хейворд, Джон Лодж) – 4:04
4. "Say What You Mean (Parts 1 & 2)" (Хейворд) – 5:31
5. "Lean on Me (Tonight)" (Лодж) – 4:58

### Сторона Б
1. "Hope and Pray" (Хейворд) – 5:03
2. "Shadows on the Wall" (Лодж) – 5:07
3. "Once is Enough" (Хейворд, Лодж) – 4:03
4. "Celtic Sonant" (Рэй Томас) – 5:02
5. "Magic" (Лодж) – 5:11
6. "Never Blame the Rainbows for the Rain" (Хейворд, Томас) – 4:57

## Участники записи
- Джастин Хейворд — вокал, гитары
- Джон Лодж — вокал, бас-гитара
- Рэй Томас — вокал, флейта
- Грэм Эдж — ударные

#### Дополнительный персонал
- Патрик Мораз — клавишные в песнях «Say What You Mean», «Celtic Sonant» и «Magic»
- Биас Бошелл — клавишные, драм-машина
- Пол Блисс — клавишные, драм-машина
- Энди Дункан — ударные в «Is This Heaven?» и «Magic»
- Найджел Хичкок – альт-саксофон
- Джейми Тэлбот – тенор-саксофон
- Пит Бичилл – тромбон
- Гай Баркер – труба